# فيتكا (مدينة)
فيتكا (البيلاروسية:Ветка) هي مدينة في غومل أوبلاست في روسيا البيضاء. تقع على نهر سوج وتبعد عن مدينة غوميل مسافة 15 كلم.

شعار المدينة

يبلغ عدد سكان المدينة 7,927 نسمة.